# Гіллсайд (Нью-Джерсі)
Гіллсайд (англ. Hillside) — селище (англ. village) в США, в окрузі Юніон штату Нью-Джерсі. Населення — 22 456 осіб (2020).

## Демографія
Згідно з переписом 2010 року, у селищі мешкали 21 404 особи в 7112 домогосподарствах у складі 5533 родин. Було 7536 помешкань
Расовий склад населення:
| - 53,2 % — чорних або афроамериканців - 34,8 % — білих - 2,7 % — азіатів - 0,2 % — корінних американців - 6,2 % — осіб інших рас |

До двох чи більше рас належало 2,9 %. Частка іспаномовних становила 17,6 % від усіх жителів.
За віковим діапазоном населення розподілялося таким чином: 23,7 % — особи молодші 18 років, 64,5 % — особи у віці 18—64 років, 11,8 % — особи у віці 65 років та старші. Медіана віку мешканця становила 38,0 року. На 100 осіб жіночої статі у селищі припадало 86,8 чоловіків;  на 100 жінок у віці від 18 років та старших — 84,3 чоловіків також старших 18 років.
Середній дохід на одне домашнє господарство  становив 71 919 доларів США (медіана — 59 939), а середній дохід на одну сім'ю — 78 693 долари (медіана — 70 449). Медіана доходів становила 41 285 доларів для чоловіків та 42 585 доларів для жінок. За межею бідності перебувало 11,5 % осіб, у тому числі 15,8 % дітей у віці до 18 років та 5,7 % осіб у віці 65 років та старших.
Цивільне працевлаштоване населення становило 9867 осіб. Основні галузі зайнятості: освіта, охорона здоров'я та соціальна допомога — 26,8 %, транспорт — 14,6 %, науковці, спеціалісти, менеджери — 9,9 %, роздрібна торгівля — 8,1 %.